# Speiropsis scopiformis
Speiropsis scopiformis är en svampart som beskrevs av Kuthub. & Nawawi 1987. Speiropsis scopiformis ingår i släktet Speiropsis, divisionen sporsäcksvampar och riket svampar.   Inga underarter finns listade i Catalogue of Life.